# Independencia (tỉnh Cộng hòa Dominica)
Independencia là một tỉnh của Cộng hòa Dominica ở biên giới với Haiti. Tỉnh này đã được tách ra từ tỉnh Baoruco năm 1950.

## Các đô thị và các huyện đô thị
Đến thời điểm ngày 20 tháng 10 năm 2006, tỉnh này được chia thành đô thị (municipio) và các huyện đô thị (distrito municipal - D.M.):
| - Cristóbal - Duvergé - Vengan a Ver (D.M.) - Jimaní - Boca de Cachón (D.M.) - El Limón (D.M.) - La Descubierta - Mella - La Colonia (D.M.) - Postrer Río - Guayabal (D.M.) |